# 近畿地方の郵便番号

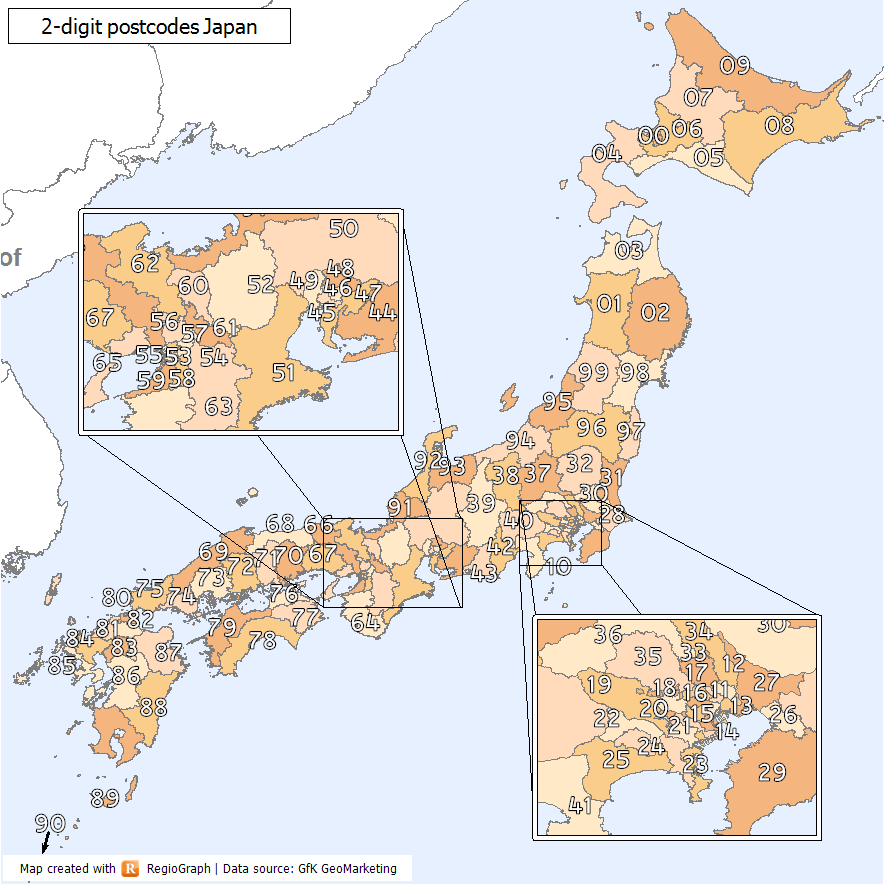
地域番号地図

近畿地方の郵便番号（きんきちほうのゆうびんばんごう）では、日本の近畿地方（三重県を除く）に割り当てられた郵便番号の一覧を示す。

## 郵便番号一覧

### 表記法など
郵便番号と集配局・管轄局の情報は日本郵便が公表する資料  に基づく。郵便番号の頭3桁または5桁を「郵便区番号」といい、下記の一覧に郵便番号の上5桁と一致するものがある場合はその5桁がそのまま郵便区番号となり、上5桁では一致するものがなく上3桁と一致する郵便区番号がある場合はその3桁が郵便区番号となる。
ここでは、資料「郵便区番号一覧」中の凡例より、番号に対し単一の郵便局が記されている場合は集配局・管轄局を同一として記し、「○○（●●）」の形式で記されている場合は括弧内に記された郵便局名（●●）を集配局、括弧の左に記された郵便局名（○○）を管轄局として表記している。なお、これは一部地域を除き2007年（平成19年）の郵政民営化から2012年（平成24年）の間の運営体系であった「郵便事業○○支店●●集配センター」の体制をそのまま引き継いだものである。
各郵便区・郵便番号と担当区域については「郵便番号データダウンロード」 (PDF) の資料を参照している。

### 地域番号52（滋賀県）
| 郵便区番号 | 管轄局         | 集配局         | 担当区域（一部または全域）   | 備考                                                                                  |
| ---------- | -------------- | -------------- | ---------------------------- | ------------------------------------------------------------------------------------- |
| 520        | 大津中央郵便局 | 大津中央郵便局 | 大津市                       |                                                                                       |
| 520-01     | 大津中央郵便局 | 大津中央郵便局 | 大津市                       | 2005年まで坂本郵便局（現・比叡辻郵便局）の担当                                        |
| 520-02     | 堅田郵便局     | 堅田郵便局     | 大津市                       |                                                                                       |
| 520-03     | 堅田郵便局     | 堅田郵便局     | 大津市                       | 1997年まで途中郵便局（現・大津伊香立郵便局）の担当                                    |
| 520-04     | 堅田郵便局     | 堅田郵便局     | 大津市、京都市左京区<京都府> | 2006年まで葛川郵便局の担当                                                            |
| 520-05     | 堅田郵便局     | 堅田郵便局     | 大津市                       | 2006年まで志賀郵便局の担当                                                            |
| 520-11     | 堅田郵便局     | 高島郵便局     | 高島市                       |                                                                                       |
| 520-12     | 堅田郵便局     | 安曇川郵便局   | 高島市                       | 1985年まで一部区域は船木郵便局の担当                                                  |
| 520-14     | 堅田郵便局     | 朽木郵便局     | 高島市                       |                                                                                       |
| 520-15     | 堅田郵便局     | 新旭郵便局     | 高島市                       |                                                                                       |
| 520-16     | 堅田郵便局     | 今津郵便局     | 高島市                       | 1992年まで一部区域は保坂郵便局の担当                                                  |
| 520-18     | 堅田郵便局     | マキノ郵便局   | 高島市                       |                                                                                       |
| 520-21     | 大津中央郵便局 | 大津中央郵便局 | 大津市                       | 2005年まで瀬田郵便局（現・大津瀬田郵便局）の担当                                      |
| 520-22     | 大津中央郵便局 | 大津中央郵便局 | 大津市                       | 2005年まで関ノ津郵便局の担当                                                          |
| 520-23     | 草津郵便局     | 野洲郵便局     | 野洲市                       |                                                                                       |
| 520-24     | 草津郵便局     | 野洲郵便局     | 野洲市                       | 2016年まで中主郵便局の担当 2023年まで一部区域は幸津川郵便局の担当                     |
| 520-25     | 近江八幡郵便局 | 近江八幡郵便局 | 蒲生郡竜王町                 | 2007年まで竜王郵便局の担当                                                            |
| 520-30     | 栗東郵便局     | 栗東郵便局     | 栗東市                       | 1980年まで草津郵便局・石部郵便局の担当                                                |
| 520-31     | 甲西郵便局     | 甲西郵便局     | 湖南市                       | 2006年まで石部郵便局の担当                                                            |
| 520-32     | 甲西郵便局     | 甲西郵便局     | 湖南市                       |                                                                                       |
| 520-33     | 甲西郵便局     | 甲南郵便局     | 甲賀市                       |                                                                                       |
| 520-34     | 甲西郵便局     | 甲賀郵便局     | 甲賀市                       |                                                                                       |
| 521        | 彦根郵便局     | 米原郵便局     | 米原市                       | 1986年まで一部区域は醒井郵便局の担当                                                  |
| 521-02     | 長浜郵便局     | 山東郵便局     | 米原市                       | 1981年まで一部区域は柏原郵便局（現：山東柏原郵便局）の担当                            |
| 521-03     | 長浜郵便局     | 山東郵便局     | 米原市                       | 2007年まで伊吹郵便局の担当                                                            |
| 521-11     | 彦根郵便局     | 稲枝郵便局     | 彦根市                       |                                                                                       |
| 521-12     | 八日市郵便局   | 能登川郵便局   | 東近江市                     |                                                                                       |
| 521-13     | 近江八幡郵便局 | 近江八幡郵便局 | 近江八幡市                   | 2007年まで安土郵便局の担当                                                            |
| 522        | 彦根郵便局     | 彦根郵便局     | 彦根市                       | 1971年まで一部区域は鳥居本郵便局の担当                                                |
| 522-02     | 彦根郵便局     | 高宮郵便局     | 彦根市、犬上郡甲良町         |                                                                                       |
| 522-03     | 彦根郵便局     | 多賀郵便局     | 犬上郡多賀町                 | 1993年まで一部区域は大滝郵便局の担当                                                  |
| 523        | 近江八幡郵便局 | 近江八幡郵便局 | 近江八幡市                   |                                                                                       |
| 524        | 近江守山郵便局 | 近江守山郵便局 | 守山市                       |                                                                                       |
| 524-01     | 草津郵便局     | 木浜郵便局     | 守山市                       |                                                                                       |
| 524-02     | 近江守山郵便局 | 近江守山郵便局 | 守山市                       | 2023年まで幸津川郵便局の担当 （野洲市内地域は「520-24」へ番号変更・野洲郵便局へ移管） |
| 525        | 草津郵便局     | 草津郵便局     | 草津市                       |                                                                                       |
| 526        | 長浜郵便局     | 長浜郵便局     | 長浜市                       |                                                                                       |
| 526-01     | 長浜郵便局     | 長浜郵便局     | 長浜市                       | 2007年までびわ郵便局の担当                                                            |
| 526-02     | 長浜郵便局     | 浅井郵便局     | 長浜市                       |                                                                                       |
| 527        | 八日市郵便局   | 八日市郵便局   | 東近江市                     |                                                                                       |
| 527-01     | 八日市郵便局   | 八日市郵便局   | 東近江市                     | 2006年まで湖東郵便局の担当                                                            |
| 527-02     | 八日市郵便局   | 永源寺郵便局   | 東近江市                     |                                                                                       |
| 528        | 水口郵便局     | 水口郵便局     | 甲賀市                       | 1986年まで一部区域は貴生川郵便局の担当                                                |
| 528-02     | 甲西郵便局     | 土山郵便局     | 甲賀市                       | 1974年まで一部区域は大野郵便局（現：土山大野郵便局）の担当                            |
| 529-01     | 長浜郵便局     | 長浜郵便局     | 長浜市                       | 2007年まで虎姫郵便局の担当                                                            |
| 529-02     | 長浜郵便局     | 高月郵便局     | 長浜市                       |                                                                                       |
| 529-03     | 長浜郵便局     | 長浜郵便局     | 長浜市                       | 2016年まで湖北郵便局の担当                                                            |
| 529-04     | 長浜郵便局     | 木之本郵便局   | 長浜市                       |                                                                                       |
| 529-05     | 長浜郵便局     | 余呉郵便局     | 長浜市                       | 1989年まで一部区域は柳ケ瀬郵便局（現：余呉片岡郵便局）の担当                          |
| 529-07     | 長浜郵便局     | 西浅井郵便局   | 長浜市                       |                                                                                       |
| 529-11     | 彦根郵便局     | 豊郷郵便局     | 彦根市、犬上郡豊郷町         |                                                                                       |
| 529-12     | 八日市郵便局   | 秦荘郵便局     | 愛知郡愛荘町                 |                                                                                       |
| 529-13     | 八日市郵便局   | 愛知川郵便局   | 愛知郡愛荘町                 |                                                                                       |
| 529-14     | 八日市郵便局   | 八日市郵便局   | 東近江市                     | 2006年まで五個荘郵便局の担当                                                          |
| 529-15     | 八日市郵便局   | 八日市郵便局   | 東近江市                     | 2006年まで蒲生郵便局の担当                                                            |
| 529-16     | 近江日野郵便局 | 近江日野郵便局 | 蒲生郡日野町                 |                                                                                       |
| 529-18     | 甲西郵便局     | 信楽郵便局     | 甲賀市                       | 1988年まで一部区域は朝宮郵便局の担当                                                  |

### 地域番号53-59（大阪府）
| 郵便区番号 | 管轄局         | 集配局         | 担当区域（一部または全域）                                                        | 備考 |
| ---------- | -------------- | -------------- | --------------------------------------------------------------------------------- | --- |
| 530        | 大阪北郵便局   | 大阪北郵便局   | 大阪市北区                                                                        | 2008年まで旧：大阪支店（大阪中央郵便局）の担当 2012年まで大阪支店                                                           |
| 531        | 大阪北郵便局   | 大阪北郵便局   | 大阪市北区                                                                        | 2008年まで旧：大阪支店（大阪中央郵便局）の担当 2012年まで大阪支店                                                           |
| 532        | 淀川郵便局     | 淀川郵便局     | 大阪市淀川区                                                                      | 1974年まで東淀川郵便局 |
| 533        | 東淀川郵便局   | 東淀川郵便局   | 大阪市東淀川区                                                                    | 1970年まで旧：東淀川郵便局（現：淀川郵便局）の担当 1974年まで淀川北郵便局                                                   |
| 534        | 都島郵便局     | 都島郵便局     | 大阪市都島区                                                                      | |
| 535        | 大阪旭郵便局   | 大阪旭郵便局   | 大阪市旭区                                                                        | 1977年まで都島郵便局の担当                                                                                                  |
| 536        | 大阪城東郵便局 | 大阪城東郵便局 | 大阪市城東区                                                                      | |
| 537        | 東成郵便局     | 東成郵便局     | 大阪市東成区                                                                      | |
| 538        | 大阪城東郵便局 | 大阪城東郵便局 | 大阪市鶴見区                                                                      | 1974年まで「536」 |
| 539        | 新大阪郵便局   | 新大阪郵便局   | 大阪府（三島郡島本町を除く） ゆうパックは大阪府・奈良県・和歌山県・兵庫県の66地域 | 無集配局 |
| 540        | 大阪東郵便局   | 大阪東郵便局   | 大阪市中央区                                                                      | |
| 541        | 大阪東郵便局   | 大阪東郵便局   | 大阪市中央区                                                                      | |
| 542        | 大阪南郵便局   | 大阪南郵便局   | 大阪市中央区                                                                      | |
| 543        | 天王寺郵便局   | 天王寺郵便局   | 大阪市天王寺区                                                                    | |
| 544        | 生野郵便局     | 生野郵便局     | 大阪市生野区                                                                      | |
| 545        | 阿倍野郵便局   | 阿倍野郵便局   | 大阪市阿倍野区                                                                    | |
| 546        | 東住吉郵便局   | 東住吉郵便局   | 大阪市東住吉区                                                                    | 1981年まで平野郵便局の担当                                                                                                  |
| 547        | 平野郵便局     | 平野郵便局     | 大阪市平野区                                                                      | 1974年まで東住吉郵便局 |
| 549        | 大阪国際郵便局 | 大阪国際郵便局 | 泉佐野市、泉南市、泉南郡田尻町                                                    | 関西国際空港内 |
| 550        | 大阪西郵便局   | 大阪西郵便局   | 大阪市西区                                                                        | |
| 551        | 大正郵便局     | 大正郵便局     | 大阪市大正区                                                                      | |
| 552        | 大阪港郵便局   | 大阪港郵便局   | 大阪市港区                                                                        | |
| 553        | 大阪北郵便局   | 大阪北郵便局   | 大阪市福島区                                                                      | 2008年まで大阪福島支店（大阪福島郵便局）の担当                                                                              |
| 554        | 此花郵便局     | 此花郵便局     | 大阪市此花区                                                                      | |
| 555        | 西淀川郵便局   | 西淀川郵便局   | 大阪市西淀川区                                                                    | |
| 556        | 浪速郵便局     | 浪速郵便局     | 大阪市浪速区                                                                      | |
| 557        | 西成郵便局     | 西成郵便局     | 大阪市西成区                                                                      | |
| 558        | 住吉郵便局     | 住吉郵便局     | 大阪市住吉区                                                                      | 1988年まで住之江郵便局の担当                                                                                                |
| 559        | 住之江郵便局   | 住之江郵便局   | 大阪市住之江区                                                                    | 1974年まで住吉郵便局 |
| 560        | 豊中郵便局     | 豊中郵便局     | 豊中市                                                                            | 2000年まで一部区域は吹田千里郵便局の担当                                                                                    |
| 561        | 豊中南郵便局   | 豊中南郵便局   | 豊中市                                                                            | 2000年まで一部区域は豊中郵便局の担当                                                                                        |
| 562        | 箕面郵便局     | 箕面郵便局     | 箕面市                                                                            | |
| 563        | 池田郵便局     | 池田郵便局     | 池田市、伊丹市<兵庫県>                                                            | |
| 563-01     | 箕面郵便局     | 地黄郵便局     | 豊能郡豊能町、能勢町                                                              | |
| 563-02     | 箕面郵便局     | 豊能郵便局     | 豊能郡豊能町、箕面市                                                              | |
| 563-03     | 箕面郵便局     | 西能勢郵便局   | 豊能郡能勢町                                                                      | |
| 564        | 吹田郵便局     | 吹田郵便局     | 吹田市                                                                            | |
| 565        | 吹田千里郵便局 | 吹田千里郵便局 | 吹田市                                                                            | 1969年まで吹田郵便局の担当                                                                                                  |
| 566        | 摂津郵便局     | 摂津郵便局     | 摂津市                                                                            | 1984年まで吹田郵便局の担当                                                                                                  |
| 567        | 茨木郵便局     | 茨木郵便局     | 茨木市                                                                            | |
| 568        | 茨木郵便局     | 茨木郵便局     | 茨木市                                                                            | 2007年まで大岩郵便局の担当                                                                                                  |
| 569        | 高槻郵便局     | 高槻郵便局     | 高槻市                                                                            | |
| 569-10     | 高槻北郵便局   | 高槻北郵便局   | 高槻市                                                                            | 1998年まで「569-11」 |
| 569-11     | 高槻北郵便局   | 高槻北郵便局   | 高槻市                                                                            | 1995年まで高槻郵便局・東別院郵便局の担当                                                                                    |
| 570        | 守口郵便局     | 守口郵便局     | 守口市                                                                            | 1973年まで守口郵便局 1975年まで門真守口郵便局                                                                               |
| 571        | 門真郵便局     | 門真郵便局     | 門真市                                                                            | 1975年まで門真守口郵便局（現・守口郵便局）の担当                                                                            |
| 572        | 寝屋川郵便局   | 寝屋川郵便局   | 寝屋川市                                                                          | |
| 573        | 枚方郵便局     | 枚方郵便局     | 枚方市                                                                            | |
| 573-01     | 枚方東郵便局   | 枚方東郵便局   | 枚方市                                                                            | 1998年まで津田郵便局 |
| 573-10     | 枚方北郵便局   | 枚方北郵便局   | 枚方市                                                                            | 1998年まで「573-11」 |
| 573-11     | 枚方北郵便局   | 枚方北郵便局   | 枚方市                                                                            | 1998年まで枚方郵便局の担当                                                                                                  |
| 574        | 大東郵便局     | 大東郵便局     | 大東市                                                                            | |
| 575        | 四條畷郵便局   | 四條畷郵便局   | 四條畷市                                                                          | 1995年まで一部区域は高山郵便局の担当                                                                                        |
| 576        | 交野郵便局     | 交野郵便局     | 交野市                                                                            | |
| 577        | 布施郵便局     | 布施郵便局     | 東大阪市                                                                          | |
| 578        | 河内郵便局     | 河内郵便局     | 東大阪市                                                                          | |
| 579        | 枚岡郵便局     | 枚岡郵便局     | 東大阪市                                                                          | |
| 580        | 松原郵便局     | 松原郵便局     | 松原市                                                                            | |
| 581        | 八尾郵便局     | 八尾郵便局     | 八尾市                                                                            | |
| 582        | 柏原郵便局     | 柏原郵便局     | 柏原市                                                                            | |
| 583        | 藤井寺郵便局   | 藤井寺郵便局   | 藤井寺市、羽曳野市、南河内郡太子町                                                | |
| 584        | 富田林郵便局   | 富田林郵便局   | 富田林市                                                                          | |
| 585        | 富田林郵便局   | 河南郵便局     | 南河内郡河南町、千早赤阪村                                                        | |
| 586        | 河内長野郵便局 | 河内長野郵便局 | 河内長野市                                                                        | 1977年まで一部区域は天見郵便局（現：天見簡易郵便局）の担当                                                                  |
| 587        | 美原郵便局     | 美原郵便局     | 堺市美原区                                                                        | |
| 589        | 大阪狭山郵便局 | 大阪狭山郵便局 | 大阪狭山市                                                                        | |
| 590        | 堺郵便局       | 堺郵便局       | 堺市堺区                                                                          | |
| 590-01     | 泉北郵便局     | 泉北郵便局     | 堺市南区                                                                          | |
| 590-04     | 泉佐野郵便局   | 熊取郵便局     | 泉南郡熊取町、貝塚市                                                              | |
| 590-05     | 泉南郵便局     | 泉南郵便局     | 泉南市                                                                            | 1973年まで一部区域は樽井郵便局（現：泉南樽井郵便局）の担当                                                                  |
| 591        | 堺金岡郵便局   | 堺金岡郵便局   | 堺市北区                                                                          | 1997年に日置荘町を堺中郵便局へ移管                                                                                          |
| 592        | 浜寺郵便局     | 浜寺郵便局     | 高石市、堺市西区                                                                  | |
| 593        | 鳳郵便局       | 鳳郵便局       | 堺市西区                                                                          | |
| 594        | 和泉郵便局     | 和泉郵便局     | 和泉市                                                                            | 2001年まで旧・和泉郵便局（現・伯太西郵便局）の担当                                                                          |
| 594-11     | 和泉郵便局     | 和泉郵便局     | 和泉市                                                                            | 1983年まで三林郵便局 1983年まで一部区域は横山郵便局（現・和泉横山郵便局）の担当 1998年まで「590-02」 2001年まで和泉南郵便局 |
| 595        | 泉大津郵便局   | 泉大津郵便局   | 泉大津市、高石市、泉北郡忠岡町                                                    | |
| 596        | 岸和田郵便局   | 岸和田郵便局   | 岸和田市                                                                          | |
| 596-01     | 岸和田郵便局   | 岸和田郵便局   | 岸和田市                                                                          | 2006年まで内畑郵便局の担当                                                                                                  |
| 597        | 貝塚郵便局     | 貝塚郵便局     | 貝塚市                                                                            | |
| 597-01     | 貝塚郵便局     | 貝塚郵便局     | 貝塚市                                                                            | 2006年まで水間郵便局の担当                                                                                                  |
| 598        | 泉佐野郵便局   | 泉佐野郵便局   | 泉佐野市、泉南郡田尻町                                                            | |
| 599        | 堺中郵便局     | 堺中郵便局     | 堺市東区、中区                                                                    | 1997年まで福田郵便局 同時に金岡郵便局の管轄だった日置荘町を編入                                                             |
| 599-02     | 阪南郵便局     | 阪南郵便局     | 阪南市                                                                            | |
| 599-03     | 泉南郵便局     | 岬郵便局       | 泉南郡岬町                                                                        | |

### 地域番号60-62（京都府）
| 郵便区番号 | 管轄局         | 集配局         | 担当区域（一部または全域）               | 備考                                                                   |
| ---------- | -------------- | -------------- | ---------------------------------------- | ---------------------------------------------------------------------- |
| 600        | 京都中央郵便局 | 京都中央郵便局 | 京都市下京区                             |                                                                        |
| 601        | 京都中央郵便局 | 京都中央郵便局 | 京都市南区                               |                                                                        |
| 601-01     | 京都北郵便局   | 京都北郵便局   | 京都市北区                               | 2006年まで小野郷郵便局の担当                                           |
| 601-02     | 京都中央郵便局 | 周山郵便局     | 京都市右京区                             |                                                                        |
| 601-03     | 京都中央郵便局 | 周山郵便局     | 京都市右京区                             | 2007年まで山国郵便局の担当                                             |
| 601-04     | 京都中央郵便局 | 周山郵便局     | 京都市右京区                             | 2007年まで黒田郵便局の担当                                             |
| 601-05     | 京都中央郵便局 | 周山郵便局     | 京都市右京区                             | 2007年まで弓削郵便局の担当                                             |
| 601-07     | 京都中央郵便局 | 美山郵便局     | 南丹市                                   | 1991年まで一部区域は知井郵便局（現・美山中郵便局）・鶴ケ岡郵便局の担当 |
| 601-11     | 左京郵便局     | 左京郵便局     | 京都市左京区                             | 2007年まで鞍馬郵便局の担当                                             |
| 601-12     | 左京郵便局     | 左京郵便局     | 京都市左京区                             | 2007年まで山城大原郵便局の担当                                         |
| 601-13     | 伏見郵便局     | 伏見郵便局     | 京都市伏見区、宇治市                     | 2018年まで伏見東郵便局の担当                                           |
| 601-14     | 伏見郵便局     | 伏見郵便局     | 京都市伏見区                             | 1998年に「601-13」より分割 2018年まで伏見東郵便局の担当                |
| 602        | 西陣郵便局     | 西陣郵便局     | 京都市上京区                             |                                                                        |
| 603        | 京都北郵便局   | 京都北郵便局   | 京都市北区                               |                                                                        |
| 604        | 中京郵便局     | 中京郵便局     | 京都市中京区                             |                                                                        |
| 605        | 東山郵便局     | 東山郵便局     | 京都市東山区                             |                                                                        |
| 606        | 左京郵便局     | 左京郵便局     | 京都市左京区                             |                                                                        |
| 607        | 山科郵便局     | 山科郵便局     | 京都市山科区                             |                                                                        |
| 610        | 京都郵便局     |                | 滋賀県、京都府全域、三島郡島本町<大阪府> | 地域区分専門郵便局                                                     |
| 610-01     | 城陽郵便局     | 城陽郵便局     | 城陽市                                   |                                                                        |
| 610-02     | 京都中央郵便局 | 郷ノ口郵便局   | 綴喜郡宇治田原町                         |                                                                        |
| 610-03     | 山城田辺郵便局 | 山城田辺郵便局 | 綴喜郡井手町、京田辺市                   | 1974年まで一部区域は井手郵便局の担当                                   |
| 610-11     | 洛西郵便局     | 洛西郵便局     | 京都市西京区                             |                                                                        |
| 611        | 宇治郵便局     | 宇治郵便局     | 宇治市                                   |                                                                        |
| 612        | 伏見郵便局     | 伏見郵便局     | 京都市伏見区                             |                                                                        |
| 613        | 山城八幡郵便局 | 久御山郵便局   | 久世郡久御山町、八幡市、京都市伏見区     |                                                                        |
| 614        | 山城八幡郵便局 | 山城八幡郵便局 | 八幡市                                   |                                                                        |
| 615        | 右京郵便局     | 右京郵便局     | 京都市右京区、西京区                     |                                                                        |
| 616        | 京都西郵便局   | 京都西郵便局   | 京都市西京区、右京区                     |                                                                        |
| 617        | 向日町郵便局   | 向日町郵便局   | 向日市、長岡京市                         |                                                                        |
| 618        | 山崎郵便局     | 山崎郵便局     | 乙訓郡大山崎町、三島郡島本町<大阪府>     |                                                                        |
| 619-02     | 山城木津郵便局 | 山城木津郵便局 | 木津川市、相楽郡精華町                   | 1974年まで一部区域は祝園郵便局・井手郵便局の担当                       |
| 619-11     | 山城木津郵便局 | 山城木津郵便局 | 木津川市                                 | 2006年まで山城加茂郵便局の担当                                         |
| 619-12     | 山城木津郵便局 | 和束郵便局     | 相楽郡和束町                             |                                                                        |
| 619-13     | 山城木津郵便局 | 笠置郵便局     | 相楽郡笠置町                             |                                                                        |
| 619-14     | 山城木津郵便局 | 南山城郵便局   | 相楽郡南山城村                           |                                                                        |
| 620        | 福知山郵便局   | 福知山郵便局   | 福知山市                                 | 1993年まで一部区域は立原郵便局・長田郵便局の担当                       |
| 620-02     | 福知山郵便局   | 福知山郵便局   | 福知山市                                 | 2007年まで雲原郵便局の担当                                             |
| 620-03     | 福知山郵便局   | 福知山郵便局   | 福知山市                                 | 2007年まで大江郵便局の担当                                             |
| 620-13     | 福知山郵便局   | 三和郵便局     | 福知山市                                 | 2007年まで丹波大原郵便局の担当                                         |
| 620-14     | 福知山郵便局   | 三和郵便局     | 福知山市                                 | 1983年まで一部区域は生野郵便局（現・福知山生野郵便局）の担当           |
| 621        | 亀岡郵便局     | 亀岡郵便局     | 亀岡市                                   |                                                                        |
| 621-01     | 亀岡郵便局     | 亀岡郵便局     | 亀岡市                                   | 2007年まで東別院郵便局の担当                                           |
| 621-02     | 亀岡郵便局     | 本梅郵便局     | 亀岡市                                   |                                                                        |
| 622        | 園部郵便局     | 園部郵便局     | 南丹市                                   | 1987年まで一部区域は埴生郵便局の担当                                   |
| 622-02     | 園部郵便局     | 丹波郵便局     | 船井郡京丹波町                           | 1993年まで一部区域は高原郵便局（現・下山郵便局）の担当                 |
| 622-03     | 園部郵便局     | 丹波郵便局     | 船井郡京丹波町                           | 2007年まで桧山郵便局の担当                                             |
| 622-04     | 園部郵便局     | 丹波郵便局     | 船井郡京丹波町                           | 2007年まで梅田郵便局の担当                                             |
| 623        | 綾部郵便局     | 綾部郵便局     | 綾部市                                   |                                                                        |
| 623-01     | 綾部郵便局     | 梅迫郵便局     | 綾部市                                   |                                                                        |
| 623-02     | 綾部郵便局     | 綾部郵便局     | 綾部市                                   | 2007年まで豊里郵便局の担当                                             |
| 623-03     | 綾部郵便局     | 綾部郵便局     | 綾部市                                   | 2007年まで物部郵便局の担当                                             |
| 623-11     | 綾部郵便局     | 八津合郵便局   | 綾部市                                   | 1987年まで一部区域は奥上林郵便局の担当                                 |
| 624        | 西舞鶴郵便局   | 西舞鶴郵便局   | 舞鶴市                                   | 1990年まで一部区域は由良郵便局の担当                                   |
| 624-01     | 西舞鶴郵便局   | 西舞鶴郵便局   | 舞鶴市                                   | 2006年まで岡田郵便局の担当                                             |
| 625        | 東舞鶴郵便局   | 東舞鶴郵便局   | 舞鶴市                                   |                                                                        |
| 625-01     | 東舞鶴郵便局   | 東舞鶴郵便局   | 舞鶴市                                   | 2006年まで西大浦郵便局の担当                                           |
| 626        | 宮津郵便局     | 宮津郵便局     | 宮津市                                   | 1990年まで一部区域は由良郵便局の担当                                   |
| 626-02     | 宮津郵便局     | 岩ヶ鼻郵便局   | 宮津市                                   | 1986年まで一部区域は日置郵便局の担当                                   |
| 626-04     | 宮津郵便局     | 伊根郵便局     | 与謝郡伊根町                             | 1995年まで一部区域は本庄郵便局の担当                                   |
| 627        | 峰山郵便局     | 峰山郵便局     | 京丹後市                                 |                                                                        |
| 627-01     | 峰山郵便局     | 峰山郵便局     | 京丹後市                                 | 2006年まで弥栄郵便局の担当                                             |
| 627-02     | 峰山郵便局     | 丹後郵便局     | 京丹後市                                 | 1989年まで一部区域は中浜郵便局の担当                                   |
| 629-01     | 園部郵便局     | 園部郵便局     | 南丹市                                   | 2007年まで八木郵便局の担当                                             |
| 629-02     | 園部郵便局     | 園部郵便局     | 南丹市                                   | 2007年まで神吉郵便局の担当                                             |
| 629-03     | 園部郵便局     | 日吉郵便局     | 南丹市                                   |                                                                        |
| 629-11     | 園部郵便局     | 和知郵便局     | 船井郡京丹波町                           |                                                                        |
| 629-12     | 綾部郵便局     | 綾部郵便局     | 綾部市                                   | 2007年まで山家郵便局の担当                                             |
| 629-13     | 福知山郵便局   | 夜久野郵便局   | 福知山市                                 | 1989年まで一部区域は直見郵便局の担当                                   |
| 629-22     | 宮津郵便局     | 宮津郵便局     | 宮津市、与謝郡与謝野町                   | 2007年まで岩滝郵便局の担当                                             |
| 629-23     | 宮津郵便局     | 野田川郵便局   | 与謝郡与謝野町                           |                                                                        |
| 629-24     | 宮津郵便局     | 野田川郵便局   | 与謝郡与謝野町                           | 2016年まで加悦郵便局の担当                                             |
| 629-25     | 峰山郵便局     | 峰山郵便局     | 京丹後市                                 | 2006年まで大宮郵便局の担当                                             |
| 629-31     | 峰山郵便局     | 網野郵便局     | 京丹後市                                 |                                                                        |
| 629-32     | 峰山郵便局     | 網野郵便局     | 京丹後市                                 | 2007年まで丹後木津郵便局の担当                                         |
| 629-34     | 峰山郵便局     | 久美浜郵便局   | 京丹後市                                 | 1984年まで一部区域は神野郵便局の担当                                   |
| 629-35     | 峰山郵便局     | 久美浜郵便局   | 京丹後市                                 | 2007年まで野中郵便局の担当                                             |

### 地域番号63（奈良県）
| 郵便区番号 | 管轄局         | 集配局         | 担当区域（一部または全域）                   | 備考 |
| ---------- | -------------- | -------------- | -------------------------------------------- | --- |
| 630        | 奈良中央郵便局 | 奈良中央郵便局 | 奈良市                                       | |
| 630-01     | 生駒郵便局     | 生駒郵便局     | 生駒市                                       | 2006年まで高山郵便局の担当 |
| 630-02     | 生駒郵便局     | 生駒郵便局     | 生駒市、東大阪市<大阪府>                     | 西畑は1997年まで枚岡郵便局「579」の担当。                                                                                           |
| 630-11     | 奈良中央郵便局 | 須川郵便局     | 奈良市                                       | |
| 630-12     | 奈良中央郵便局 | 柳生郵便局     | 奈良市                                       | |
| 630-21     | 奈良中央郵便局 | 茗荷郵便局     | 奈良市                                       | |
| 630-22     | 奈良中央郵便局 | 東山郵便局     | 山辺郡山添村                                 | |
| 630-23     | 奈良中央郵便局 | 波多野郵便局   | 奈良市、山辺郡山添村                         | 1986年まで「518-12」 |
| 631        | 奈良西郵便局   | 奈良西郵便局   | 奈良市                                       | |
| 632        | 天理郵便局     | 天理郵便局     | 天理市                                       | |
| 632-01     | 大和郡山郵便局 | 針ケ別所郵便局 | 奈良市、天理市                               | |
| 632-02     | 大和郡山郵便局 | 染田郵便局     | 宇陀市、奈良市                               | |
| 633        | 桜井郵便局     | 桜井郵便局     | 桜井市                                       | 1974年まで一部区域は三輪郵便局の担当                                                                                                |
| 633-01     | 桜井郵便局     | 桜井郵便局     | 桜井市                                       | 2007年まで初瀬郵便局の担当 |
| 633-02     | 大和榛原郵便局 | 大和榛原郵便局 | 宇陀市                                       | 1981年まで一部区域は高井郵便局の担当                                                                                                |
| 633-03     | 大和榛原郵便局 | 三本松郵便局   | 宇陀市                                       | |
| 633-04     | 大和榛原郵便局 | 室生郵便局     | 宇陀市                                       | |
| 633-12     | 大和榛原郵便局 | 曽爾郵便局     | 宇陀郡曽爾村                                 | |
| 633-13     | 大和榛原郵便局 | 御杖郵便局     | 宇陀郡御杖村                                 | |
| 633-21     | 桜井郵便局     | 大宇陀郵便局   | 宇陀市                                       | |
| 633-22     | 桜井郵便局     | 菟田野郵便局   | 宇陀市                                       | |
| 633-23     | 桜井郵便局     | 小川郵便局     | 吉野郡東吉野村                               | 2007年まで高見郵便局の担当 |
| 633-24     | 桜井郵便局     | 小川郵便局     | 吉野郡東吉野村                               | |
| 634        | 橿原郵便局     | 橿原郵便局     | 橿原市                                       | |
| 634-01     | 橿原郵便局     | 明日香郵便局   | 高市郡明日香村                               | |
| 635        | 大和高田郵便局 | 大和高田郵便局 | 大和高田市、北葛城郡広陵町                   | 1978年まで一部区域は箸尾郵便局の担当                                                                                                |
| 635-01     | 橿原郵便局     | 高取郵便局     | 高市郡高取町                                 | 1975年まで一部区域は葛郵便局（現・御所葛郵便局）の担当                                                                              |
| 636        | 王寺郵便局     | 王寺郵便局     | 北葛城郡王寺町、河合町、生駒郡三郷町、平群町 | |
| 636-01     | 王寺郵便局     | 王寺郵便局     | 生駒郡斑鳩町                                 | 2007年まで竜田郵便局の担当 |
| 636-02     | 田原本郵便局   | 田原本郵便局   | 磯城郡川西町、三宅町、田原本町               | 1978年まで箸尾郵便局の担当（「636-03」へ変更） （広陵町内地域は「635」へ番号変更・大和高田郵便局へ移管） 1998年に「636-03」より分割 |
| 636-03     | 田原本郵便局   | 田原本郵便局   | 磯城郡田原本町                               | |
| 637        | 五條郵便局     | 五條郵便局     | 五條市                                       | |
| 637-01     | 五條郵便局     | 五條郵便局     | 五條市                                       | 2007年まで賀名生郵便局の担当 |
| 637-02     | 五條郵便局     | 宗桧郵便局     | 五條市                                       | |
| 637-04     | 五條郵便局     | 辻堂郵便局     | 五條市、吉野郡野迫川村                       | 1992年まで一部区域は阪本郵便局の担当                                                                                                |
| 637-11     | 五條郵便局     | 上野地郵便局   | 吉野郡十津川村                               | |
| 637-12     | 五條郵便局     | 風屋郵便局     | 吉野郡十津川村                               | |
| 637-13     | 五條郵便局     | 小原郵便局     | 吉野郡十津川村                               | |
| 637-14     | 五條郵便局     | 折立郵便局     | 吉野郡十津川村                               | |
| 637-15     | 五條郵便局     | 平谷郵便局     | 吉野郡十津川村                               | |
| 637-16     | 五條郵便局     | 重里郵便局     | 吉野郡十津川村                               | |
| 638        | 下市郵便局     | 下市郵便局     | 吉野郡下市町、大淀町                         | 1975年まで一部区域は葛郵便局（現・御所葛郵便局）の担当 1992年まで一部区域は丹生郵便局の担当                                         |
| 638-02     | 下市郵便局     | 黒滝郵便局     | 吉野郡黒滝村                                 | |
| 638-03     | 下市郵便局     | 天の川郵便局   | 吉野郡天川村                                 | |
| 638-04     | 下市郵便局     | 洞川郵便局     | 吉野郡天川村                                 | |
| 638-05     | 下市郵便局     | 和田郵便局     | 吉野郡天川村                                 | |
| 638-06     | 下市郵便局     | 白銀郵便局     | 五條市                                       | |
| 639-02     | 香芝郵便局     | 香芝郵便局     | 北葛城郡上牧町、香芝市、葛城市               | |
| 639-10     | 大和郡山郵便局 | 大和郡山郵便局 | 大和郡山市、生駒郡安堵町                     | 1998年に「639-11」より分割 |
| 639-11     | 大和郡山郵便局 | 大和郡山郵便局 | 大和郡山市                                   | |
| 639-21     | 大和高田郵便局 | 大和高田郵便局 | 葛城市                                       | 2006年まで新庄郵便局の担当 |
| 639-22     | 御所郵便局     | 御所郵便局     | 御所市                                       | 1975年まで一部区域は葛郵便局（現・御所葛郵便局）の担当                                                                              |
| 639-23     | 御所郵便局     | 御所郵便局     | 御所市                                       | （名柄地域）1975年まで名柄郵便局の担当（「639-22」へ変更） 1998年に「639-22」より分割                                               |
| 639-31     | 下市郵便局     | 吉野郵便局     | 吉野郡吉野町、大淀町                         | 1985年まで一部区域は竜門郵便局の担当                                                                                                |
| 639-33     | 下市郵便局     | 吉野郵便局     | 吉野郡吉野町                                 | 2007年まで中竜門郵便局の担当 |
| 639-34     | 下市郵便局     | 吉野郵便局     | 吉野郡吉野町                                 | 2007年まで新子郵便局の担当 |
| 639-35     | 下市郵便局     | 大滝郵便局     | 吉野郡川上村                                 | |
| 639-36     | 下市郵便局     | 柏木郵便局     | 吉野郡川上村                                 | |
| 639-37     | 下市郵便局     | 上北山郵便局   | 吉野郡上北山村                               | |
| 639-38     | 下市郵便局     | 下北山郵便局   | 吉野郡下北山村                               | |

### 地域番号64（和歌山県）
| 郵便区番号 | 管轄局           | 集配局           | 担当区域（一部または全域）       | 備考 |
| ---------- | ---------------- | ---------------- | -------------------------------- | --- |
| 640        | 和歌山中央郵便局 | 和歌山中央郵便局 | 和歌山市                         | |
| 640-01     | 和歌山中央郵便局 | 和歌山中央郵便局 | 和歌山市                         | 2002年まで加太郵便局の担当                                                                                     |
| 640-03     | 和歌山中央郵便局 | 山東郵便局       | 和歌山市                         | |
| 640-04     | 岩出郵便局       | 貴志川郵便局     | 紀の川市、海南市                 | |
| 640-11     | 海南郵便局       | 野上集配分室     | 海草郡紀美野町、海南市           | |
| 640-12     | 海南郵便局       | 美里郵便局       | 海草郡紀美野町                   | |
| 640-13     | 海南郵便局       | 美里郵便局       | 紀の川市、海草郡紀美野町         | 2016年まで国吉郵便局の担当                                                                                     |
| 640-14     | 海南郵便局       | 美里郵便局       | 海草郡紀美野町、伊都郡かつらぎ町 | 2016年まで毛原郵便局の担当                                                                                     |
| 641        | 和歌山南郵便局   | 和歌山南郵便局   | 和歌山市                         | 1970年まで紀三井寺郵便局の担当                                                                                 |
| 642        | 海南郵便局       | 海南郵便局       | 海南市                           | |
| 643        | 湯浅郵便局       | 湯浅郵便局       | 有田郡湯浅町、有田川町、広川町   | 2003年まで一部区域は宮原郵便局の担当                                                                           |
| 643-01     | 湯浅郵便局       | 湯浅郵便局       | 有田郡有田川町                   | 2006年まで金屋郵便局の担当                                                                                     |
| 643-03     | 湯浅郵便局       | 岩倉郵便局       | 有田郡有田川町                   | |
| 643-05     | 湯浅郵便局       | 清水郵便局       | 有田郡有田川町                   | 1993年まで一部区域は城山郵便局の担当                                                                           |
| 643-06     | 湯浅郵便局       | 清水郵便局       | 有田郡有田川町、伊都郡かつらぎ町 | 2007年まで押手郵便局の担当                                                                                     |
| 644        | 御坊郵便局       | 御坊郵便局       | 御坊市、日高郡美浜町             | 1986年まで一部区域は比井郵便局の担当                                                                           |
| 644-02     | 御坊郵便局       | 真妻郵便局       | 日高郡印南町                     | |
| 644-11     | 御坊郵便局       | 中津郵便局       | 日高郡日高川町                   | |
| 644-12     | 御坊郵便局       | 美山郵便局       | 日高郡日高川町                   | 1990年まで一部区域は寒川郵便局の担当                                                                           |
| 645        | 田辺郵便局       | 南部郵便局       | 日高郡みなべ町                   | ゆうパックを除く。1983年まで一部区域は上南部郵便局の担当                                                       |
| 645        | 田辺郵便局       | 気佐藤分室       | 日高郡みなべ町                   | ゆうパックのみ。                                                                                               |
| 645-02     | 田辺郵便局       | 清川郵便局       | 日高郡みなべ町                   | |
| 645-03     | 田辺郵便局       | 上山路郵便局     | 田辺市                           | 2007年まで下山路郵便局の担当                                                                                   |
| 645-04     | 田辺郵便局       | 上山路郵便局     | 田辺市                           | |
| 645-05     | 田辺郵便局       | 龍神郵便局       | 田辺市、日高郡日高川町           | |
| 646        | 田辺郵便局       | 田辺郵便局       | 田辺市                           | |
| 646-01     | 田辺郵便局       | 田辺郵便局       | 田辺市                           | 2006年まで上芳養郵便局の担当                                                                                   |
| 646-02     | 田辺郵便局       | 田辺郵便局       | 田辺市                           | 2006年まで三栖郵便局の担当                                                                                     |
| 646-03     | 田辺郵便局       | 市鹿野郵便局     | 西牟婁郡白浜町                   | |
| 646-11     | 田辺郵便局       | 中辺路郵便局     | 田辺市                           | 2007年まで大塔郵便局の担当                                                                                     |
| 646-12     | 田辺郵便局       | 中辺路郵便局     | 田辺市                           | 2007年まで平瀬郵便局の担当                                                                                     |
| 646-13     | 田辺郵便局       | 中辺路郵便局     | 田辺市                           | 2007年まで三川郵便局の担当                                                                                     |
| 646-14     | 田辺郵便局       | 中辺路郵便局     | 田辺市                           | 1993年まで一部区域は近露郵便局の担当                                                                           |
| 647        | 新宮郵便局       | 新宮郵便局       | 新宮市                           | 1969年まで一部区域は三輪崎郵便局の担当                                                                         |
| 647-11     | 新宮郵便局       | 新宮郵便局       | 新宮市                           | 2006年まで高田郵便局の担当                                                                                     |
| 647-12     | 紀伊勝浦郵便局   | 日足郵便局       | 新宮市、吉野郡十津川村<奈良県>   | 1987年まで一部区域は小口郵便局・九重郵便局の担当                                                               |
| 647-13     | 紀伊勝浦郵便局   | 日足郵便局       | 熊野市<三重県>                   | 2007年まで和気郵便局の担当                                                                                     |
| 647-15     | 紀伊勝浦郵便局   | 瀞郵便局         | 吉野郡十津川村<奈良県>           | |
| 647-16     | 紀伊勝浦郵便局   | 大沼郵便局       | 東牟婁郡北山村                   | 2008年まで「519-56」                                                                                           |
| 647-17     | 田辺郵便局       | 本宮郵便局       | 田辺市                           | 1995年まで一部区域は請川郵便局・萩郵便局の担当                                                                 |
| 648        | 橋本郵便局       | 橋本郵便局       | 橋本市                           | 1991年まで一部区域は隅田郵便局の担当                                                                           |
| 648-01     | 橋本郵便局       | 九度山郵便局     | 伊都郡九度山町、高野町           | 2007年まで九度山郵便局、2018年まで橋本郵便局の担当                                                             |
| 648-02     | 橋本郵便局       | 高野郵便局       | 伊都郡かつらぎ町、高野町         | |
| 648-03     | 橋本郵便局       | 野迫川郵便局     | 吉野郡野迫川村<奈良県>           | |
| 648-04     | 橋本郵便局       | 富貴郵便局       | 伊都郡高野町                     | 1986年まで「637-21」                                                                                           |
| 649-01     | 海南郵便局       | 海南郵便局       | 海南市                           | 2007年まで加茂郷郵便局の担当                                                                                   |
| 649-03     | 箕島郵便局       | 箕島郵便局       | 有田市                           | |
| 649-04     | 箕島郵便局       | 箕島郵便局       | 有田市                           | 2003年まで宮原郵便局の担当 （有田川町内地域は「643」へ番号変更・湯浅郵便局へ移管）                             |
| 649-11     | 御坊郵便局       | 由良郵便局       | 日高郡由良町                     | |
| 649-12     | 御坊郵便局       | 御坊郵便局       | 日高郡日高町                     | 2006年まで内原郵便局の担当                                                                                     |
| 649-13     | 御坊郵便局       | 御坊郵便局       | 日高郡日高川町、御坊市           | 2006年まで藤井郵便局の担当                                                                                     |
| 649-14     | 御坊郵便局       | 御坊郵便局       | 日高郡日高川町                   | 2006年まで丹生郵便局の担当                                                                                     |
| 649-15     | 御坊郵便局       | 印南郵便局       | 日高郡印南町                     | 1988年まで一部区域は切目郵便局の担当                                                                           |
| 649-21     | 田辺郵便局       | 上富田郵便局     | 西牟婁郡上富田町                 | |
| 649-22     | 田辺郵便局       | 白浜郵便局       | 西牟婁郡白浜町                   | |
| 649-23     | 田辺郵便局       | 富田郵便局       | 西牟婁郡白浜町                   | |
| 649-25     | 田辺郵便局       | 日置川郵便局     | 西牟婁郡白浜町                   | 1989年まで一部区域は安居郵便局の担当                                                                           |
| 649-26     | 田辺郵便局       | すさみ郵便局     | 西牟婁郡すさみ町                 | |
| 649-31     | 田辺郵便局       | 江住郵便局       | 西牟婁郡すさみ町                 | 1989年まで一部区域は佐本郵便局の担当                                                                           |
| 649-35     | 串本郵便局       | 串本郵便局       | 東牟婁郡串本町                   | 1979年まで一部区域は潮岬郵便局の担当 1985年まで一部区域は田並郵便局の担当 1990年まで一部区域は和深郵便局の担当 |
| 649-36     | 串本郵便局       | 串本郵便局       | 東牟婁郡串本町                   | 2002年まで大島郵便局の担当                                                                                     |
| 649-41     | 串本郵便局       | 串本郵便局       | 東牟婁郡古座川町、串本町         | 2006年まで古座郵便局の担当                                                                                     |
| 649-42     | 串本郵便局       | 明神郵便局       | 東牟婁郡古座川町                 | 1985年まで一部区域は小川郵便局（現・小川簡易郵便局）の担当                                                     |
| 649-44     | 串本郵便局       | 三尾川郵便局     | 東牟婁郡古座川町                 | |
| 649-45     | 串本郵便局       | 三尾川郵便局     | 東牟婁郡古座川町                 | 2007年まで西川郵便局の担当                                                                                     |
| 649-51     | 紀伊勝浦郵便局   | 紀伊勝浦郵便局   | 東牟婁郡那智勝浦町、太地町       | 2006年まで下里郵便局の担当                                                                                     |
| 649-53     | 紀伊勝浦郵便局   | 紀伊勝浦郵便局   | 東牟婁郡那智勝浦町、太地町       | 1981年まで一部区域は宇久井郵便局（現・那智宇久井郵便局）の担当                                                 |
| 649-54     | 紀伊勝浦郵便局   | 紀伊勝浦郵便局   | 東牟婁郡那智勝浦町               | 2006年まで色川郵便局の担当                                                                                     |
| 649-61     | 岩出郵便局       | 桃山郵便局       | 紀の川市                         | |
| 649-62     | 岩出郵便局       | 岩出郵便局       | 岩出市、和歌山市                 | |
| 649-63     | 和歌山中央郵便局 | 川辺集配分室     | 和歌山市                         | |
| 649-64     | 岩出郵便局       | 池田郵便局       | 紀の川市                         | |
| 649-65     | 岩出郵便局       | 粉河郵便局       | 紀の川市                         | |
| 649-66     | 岩出郵便局       | 名手郵便局       | 紀の川市                         | |
| 649-71     | 橋本郵便局       | かつらぎ郵便局   | 伊都郡かつらぎ町                 | |
| 649-72     | 橋本郵便局       | 橋本郵便局       | 橋本市                           | 2007年まで高野口郵便局の担当                                                                                   |

### 地域番号65-67（兵庫県）
| 郵便区番号 | 管轄局         | 集配局           | 担当区域（一部または全域） | 備考 |
| ---------- | -------------- | ---------------- | -------------------------- | --- |
| 650        | 神戸中央郵便局 | 神戸中央郵便局   | 神戸市中央区               | |
| 651        | 神戸中央郵便局 | 神戸中央郵便局   | 神戸市中央区               | |
| 651-01     | 神戸中央郵便局 | 神戸ポート郵便局 |                            | 無集配局 |
| 651-11     | 神戸北郵便局   | 神戸北郵便局     | 神戸市北区                 | |
| 651-12     | 神戸山田郵便局 | 神戸山田郵便局   | 神戸市北区                 | |
| 651-13     | 有野郵便局     | 有野郵便局       | 神戸市北区                 | |
| 651-14     | 有野郵便局     | 有野郵便局       | 神戸市北区、西宮市         | 2007年まで有馬郵便局の担当                                                                                          |
| 651-15     | 有野郵便局     | 有野郵便局       | 神戸市北区                 | （道場地域）1997年まで道場郵便局の担当                                                                              |
| 651-16     | 神戸北郵便局   | 淡河郵便局       | 神戸市北区                 | 1986年まで「673-06」                                                                                                |
| 651-21     | 明石郵便局     | 明石郵便局       | 神戸市西区                 | 1990年に「673」より分割                                                                                             |
| 651-22     | 神戸西郵便局   | 神戸西郵便局     | 神戸市西区                 | 1990年まで「673-02」                                                                                                |
| 651-23     | 神戸西郵便局   | 神戸西郵便局     | 神戸市西区                 | 1990年まで「673-03」 2007年まで神出郵便局の担当                                                                     |
| 651-24     | 明石西郵便局   | 明石西郵便局     | 神戸市西区                 | 1990年に「674」より分割                                                                                             |
| 652        | 兵庫郵便局     | 兵庫郵便局       | 神戸市兵庫区、北区         | |
| 653        | 長田郵便局     | 長田郵便局       | 神戸市長田区               | |
| 654        | 須磨郵便局     | 須磨郵便局       | 神戸市須磨区               | |
| 654-01     | 須磨北郵便局   | 須磨北郵便局     | 神戸市須磨区               | 1987年まで須磨郵便局の担当                                                                                          |
| 655        | 垂水郵便局     | 垂水郵便局       | 神戸市垂水区               | |
| 656        | 洲本郵便局     | 洲本郵便局       | 洲本市                     | |
| 656-01     | 洲本郵便局     | 緑郵便局         | 洲本市、南あわじ市         | |
| 656-03     | 洲本郵便局     | 湊郵便局         | 南あわじ市                 | 1969年まで一部区域は榎列郵便局の担当                                                                                |
| 656-04     | 洲本郵便局     | 淡路三原郵便局   | 南あわじ市                 | 1969年まで一部区域は榎列郵便局の担当                                                                                |
| 656-05     | 洲本郵便局     | 南淡郵便局       | 南あわじ市                 | 1987年まで一部区域は阿万郵便局・淡路灘郵便局の担当                                                                  |
| 656-06     | 洲本郵便局     | 南淡郵便局       | 南あわじ市                 | 2007年まで阿那賀郵便局（現：阿那賀簡易郵便局）の担当                                                                |
| 656-09     | 洲本郵便局     | 南淡郵便局       | 南あわじ市                 | 2007年まで沼島郵便局の担当                                                                                          |
| 656-13     | 洲本郵便局     | 五色郵便局       | 洲本市                     | 1985年まで一部区域は広石郵便局・鮎原郵便局の担当                                                                    |
| 656-15     | 洲本郵便局     | 淡路一宮郵便局   | 淡路市                     | 1988年まで一部区域は江井郵便局の担当                                                                                |
| 656-16     | 洲本郵便局     | 淡路室津郵便局   | 淡路市                     | |
| 656-17     | 洲本郵便局     | 富島郵便局       | 淡路市                     | |
| 656-21     | 洲本郵便局     | 志筑郵便局       | 洲本市、淡路市             | |
| 656-22     | 洲本郵便局     | 佐野郵便局       | 淡路市                     | |
| 656-23     | 洲本郵便局     | 仮屋郵便局       | 淡路市                     | |
| 656-24     | 洲本郵便局     | 岩屋郵便局       | 淡路市                     | |
| 656-25     | 洲本郵便局     | 洲本郵便局       | 洲本市                     | 2007年まで由良郵便局の担当                                                                                          |
| 657        | 灘郵便局       | 灘郵便局         | 神戸市灘区                 | |
| 657-01     | 灘郵便局       | 灘郵便局         | 神戸市灘区、東灘区         | 2007年まで六甲山郵便局の担当                                                                                        |
| 658        | 東灘郵便局     | 東灘郵便局       | 神戸市東灘区               | |
| 659        | 芦屋郵便局     | 芦屋郵便局       | 芦屋市                     | |
| 660        | 尼崎郵便局     | 尼崎郵便局       | 尼崎市                     | |
| 661        | 尼崎北郵便局   | 尼崎北郵便局     | 尼崎市                     | |
| 662        | 西宮郵便局     | 西宮郵便局       | 西宮市                     | |
| 663        | 西宮東郵便局   | 西宮東郵便局     | 西宮市                     | |
| 664        | 伊丹郵便局     | 伊丹郵便局       | 伊丹市                     | |
| 665        | 宝塚郵便局     | 宝塚郵便局       | 宝塚市、川西市             | |
| 666        | 川西郵便局     | 川西郵便局       | 川西市                     | |
| 666-01     | 川西北郵便局   | 川西北郵便局     | 川西市、宝塚市             | |
| 666-02     | 宝塚郵便局     | 猪名川郵便局     | 川辺郡猪名川町             | 1991年まで一部区域は六瀬郵便局の担当                                                                                |
| 667        | 八鹿郵便局     | 八鹿郵便局       | 養父市                     | |
| 667-01     | 八鹿郵便局     | 広谷郵便局       | 養父市                     | 1987年まで一部区域は建屋郵便局の担当                                                                                |
| 667-03     | 八鹿郵便局     | 大屋郵便局       | 養父市                     | |
| 667-04     | 八鹿郵便局     | 大屋郵便局       | 養父市                     | 2006年まで南谷郵便局の担当                                                                                          |
| 667-11     | 八鹿郵便局     | 八鹿郵便局       | 養父市                     | 2007年まで関宮郵便局の担当                                                                                          |
| 667-13     | 八鹿郵便局     | 村岡郵便局       | 美方郡香美町               | 1991年まで一部区域は福岡郵便局・射添郵便局の担当                                                                    |
| 667-15     | 八鹿郵便局     | 村岡郵便局       | 美方郡香美町               | 2007年まで小代郵便局の担当                                                                                          |
| 668        | 豊岡郵便局     | 豊岡郵便局       | 豊岡市                     | 1983年まで一部区域は小坂郵便局（現：出石嶋郵便局）の担当 1987年まで一部区域は府中郵便局（現・日高府中郵便局）の担当 |
| 668-02     | 豊岡郵便局     | 出石郵便局       | 豊岡市                     | 1983年まで一部区域は小坂郵便局（現：出石嶋郵便局）の担当                                                            |
| 668-03     | 豊岡郵便局     | 出石郵便局       | 豊岡市                     | 2007年まで但東郵便局の担当                                                                                          |
| 669-11     | 宝塚郵便局     | 宝塚郵便局       | 西宮市、神戸市北区         | 2006年まで塩瀬郵便局の担当                                                                                          |
| 669-12     | 宝塚郵便局     | 西谷郵便局       | 宝塚市、西宮市             | |
| 669-13     | 三田郵便局     | 三田郵便局       | 三田市                     | 1989年まで一部区域は広野郵便局の担当 1991年まで一部区域は相野郵便局の担当                                           |
| 669-14     | 三田郵便局     | 三田郵便局       | 三田市                     | 1997年まで木器郵便局の担当                                                                                          |
| 669-15     | 三田郵便局     | 三田郵便局       | 三田市                     | 1998年に「669-13」より分割                                                                                          |
| 669-21     | 三田郵便局     | 古市郵便局       | 丹波篠山市                 | |
| 669-22     | 篠山郵便局     | 篠山郵便局       | 丹波篠山市                 | 2006年まで丹南郵便局の担当                                                                                          |
| 669-23     | 篠山郵便局     | 篠山郵便局       | 丹波篠山市                 | |
| 669-24     | 篠山郵便局     | 篠山郵便局       | 丹波篠山市                 | （日置地域）1990年まで日置郵便局（現：篠山日置郵便局）の担当（「669-23」へ変更） 1998年に「669-23」より分割         |
| 669-25     | 三田郵便局     | 福住郵便局       | 丹波篠山市                 | |
| 669-26     | 三田郵便局     | 福住郵便局       | 丹波篠山市                 | 2009年まで三田支店福井集配センター（福井郵便局併設）の担当                                                          |
| 669-27     | 三田郵便局     | 西紀郵便局       | 丹波篠山市                 | |
| 669-28     | 三田郵便局     | 西紀郵便局       | 丹波篠山市                 | 2015年まで大山郵便局の担当                                                                                          |
| 669-31     | 丹波郵便局     | 丹波郵便局       | 丹波市                     | 2016年まで山南郵便局の担当                                                                                          |
| 669-33     | 丹波郵便局     | 丹波郵便局       | 丹波市                     | |
| 669-34     | 丹波郵便局     | 丹波郵便局       | 丹波市                     | 2016年まで石生郵便局の担当                                                                                          |
| 669-35     | 丹波郵便局     | 丹波郵便局       | 丹波市                     | 2016年まで沼貫郵便局の担当                                                                                          |
| 669-36     | 丹波郵便局     | 丹波郵便局       | 丹波市                     | 2016年まで成松郵便局の担当                                                                                          |
| 669-38     | 丹波郵便局     | 青垣郵便局       | 丹波市                     | |
| 669-41     | 丹波郵便局     | 丹波郵便局       | 丹波市                     | 2016年まで黒井郵便局の担当                                                                                          |
| 669-42     | 丹波郵便局     | 丹波郵便局       | 丹波市                     | 2016年まで国領郵便局の担当                                                                                          |
| 669-43     | 丹波郵便局     | 市島郵便局       | 丹波市                     | |
| 669-51     | 和田山郵便局   | 和田山郵便局     | 朝来市                     | 2007年まで梁瀬郵便局の担当                                                                                          |
| 669-52     | 和田山郵便局   | 和田山郵便局     | 朝来市                     | |
| 669-53     | 八鹿郵便局     | 但馬日高郵便局   | 豊岡市                     | 1987年まで一部区域は栗山郵便局・神鍋郵便局・府中郵便局（現：日高府中郵便局）の担当                                  |
| 669-61     | 豊岡郵便局     | 豊岡郵便局       | 豊岡市                     | 2007年まで城崎郵便局の担当                                                                                          |
| 669-62     | 豊岡郵便局     | 竹野郵便局       | 豊岡市                     | |
| 669-63     | 豊岡郵便局     | 豊岡郵便局       | 豊岡市                     | 2007年まで森本郵便局の担当                                                                                          |
| 669-64     | 豊岡郵便局     | 佐津郵便局       | 美方郡香美町               | |
| 669-65     | 豊岡郵便局     | 香住郵便局       | 美方郡香美町               | |
| 669-66     | 豊岡郵便局     | 香住郵便局       | 美方郡香美町               | 2007年まで余部郵便局の担当                                                                                          |
| 669-67     | 豊岡郵便局     | 浜坂郵便局       | 美方郡新温泉町             | |
| 669-68     | 豊岡郵便局     | 湯村郵便局       | 美方郡新温泉町             | |
| 669-69     | 豊岡郵便局     | 八田郵便局       | 美方郡新温泉町             | |
| 670        | 姫路郵便局     | 姫路郵便局       | 姫路市                     | |
| 671-01     | 姫路南郵便局   | 姫路南郵便局     | 姫路市、高砂市             | 2006年まで大塩郵便局の担当                                                                                          |
| 671-02     | 御着郵便局     | 御着郵便局       | 姫路市                     | |
| 671-11     | 姫路南郵便局   | 姫路南郵便局     | 姫路市                     | 1998年まで広畑郵便局（現：姫路広畑郵便局）の担当                                                                    |
| 671-12     | 姫路南郵便局   | 姫路南郵便局     | 姫路市                     | 1998年まで網干郵便局（現：姫路網干郵便局）の担当                                                                    |
| 671-13     | 龍野郵便局     | 龍野郵便局       | たつの市                   | 2007年まで御津郵便局の担当                                                                                          |
| 671-15     | 龍野郵便局     | 太子郵便局       | 揖保郡太子町               | 1982年まで一部区域は旭陽郵便局（現：網干駅前郵便局）の担当                                                          |
| 671-16     | 龍野郵便局     | 龍野郵便局       | たつの市                   | 2007年まで揖保川郵便局の担当                                                                                        |
| 671-21     | 香寺郵便局     | 夢前郵便局       | 姫路市                     | 1991年まで一部区域は菅生澗郵便局の担当                                                                              |
| 671-22     | 姫路郵便局     | 飾西郵便局       | 姫路市                     | 1982年まで一部区域は太子郵便局の担当                                                                                |
| 671-24     | 播磨山崎郵便局 | 播磨山崎郵便局   | 姫路市                     | 2007年まで安富郵便局の担当                                                                                          |
| 671-25     | 播磨山崎郵便局 | 播磨山崎郵便局   | 宍粟市                     | 1983年まで一部区域は蔦沢郵便局（現：山崎蔦沢郵便局）の担当                                                          |
| 671-32     | 播磨山崎郵便局 | 千種郵便局       | 宍粟市                     | |
| 671-41     | 播磨山崎郵便局 | 播磨一宮郵便局   | 宍粟市                     | 1988年まで一部区域は三方郵便局の担当                                                                                |
| 671-42     | 播磨山崎郵便局 | 播磨一宮郵便局   | 宍粟市                     | 2007年まで波賀郵便局の担当                                                                                          |
| 672        | 姫路南郵便局   | 姫路南郵便局     | 姫路市                     | |
| 672-01     | 姫路南郵便局   | 家島郵便局       | 姫路市                     | |
| 673        | 明石郵便局     | 明石郵便局       | 明石市                     | |
| 673-04     | 三木郵便局     | 三木郵便局       | 三木市                     | |
| 673-05     | 三木郵便局     | 三木郵便局       | 三木市                     | 2001年まで三木南郵便局（現：三木西自由が丘郵便局）の担当                                                            |
| 673-07     | 三木郵便局     | 三木郵便局       | 三木市                     | 2006年まで豊地郵便局の担当                                                                                          |
| 673-11     | 三木郵便局     | 三木吉川郵便局   | 三木市                     | 2021年6月12日まで渡瀬郵便局の担当                                                                                   |
| 673-12     | 三木郵便局     | 三木吉川郵便局   | 三木市                     | 2021年6月14日稲田郵便局から局名改称                                                                                 |
| 673-13     | 小野郵便局     | 東条郵便局       | 加東市                     | |
| 673-14     | 社郵便局       | 社郵便局         | 加東市                     | |
| 674        | 明石西郵便局   | 明石西郵便局     | 明石市                     | 1982年まで一部区域は二見郵便局の担当                                                                                |
| 675        | 加古川郵便局   | 加古川郵便局     | 加古川市                   | 1977年まで一部区域は米田郵便局（現：加古川米田郵便局）・魚橋郵便局（現：高砂魚橋郵便局）の担当                      |
| 675-01     | 加古川東郵便局 | 加古川東郵便局   | 加古川市、加古郡播磨町     | 1982年まで一部区域は二見郵便局の担当                                                                                |
| 675-03     | 加古川郵便局   | 志方郵便局       | 加古川市                   | |
| 675-11     | 加古川郵便局   | 稲美郵便局       | 加古郡稲美町               | |
| 675-12     | 加古川郵便局   | 国包郵便局       | 加古川市                   | |
| 675-13     | 小野郵便局     | 小野郵便局       | 小野市                     | |
| 675-21     | 加西郵便局     | 加西郵便局       | 加西市                     | 2007年まで中野郵便局の担当                                                                                          |
| 675-22     | 加西郵便局     | 加西郵便局       | 加西市                     | 2007年まで下里郵便局の担当                                                                                          |
| 675-23     | 加西郵便局     | 加西郵便局       | 加西市                     | |
| 675-24     | 加西郵便局     | 加西郵便局       | 加西市                     | 2007年まで在田郵便局の担当                                                                                          |
| 676        | 高砂郵便局     | 高砂郵便局       | 高砂市                     | 1977年まで一部区域は魚橋郵便局（現：高砂魚橋郵便局）の担当                                                          |
| 677        | 西脇郵便局     | 西脇郵便局       | 西脇市                     | |
| 677-01     | 加西郵便局     | 八千代郵便局     | 多可郡多可町               | |
| 678        | 相生郵便局     | 相生郵便局       | 相生市                     | 1991年まで一部区域は若狭野郵便局の担当                                                                              |
| 678-01     | 赤穂郵便局     | 赤穂郵便局       | 赤穂市、相生市             | 2007年まで坂越郵便局の担当 2010年まで相生支店（相生郵便局併設）の担当                                               |
| 678-02     | 赤穂郵便局     | 赤穂郵便局       | 赤穂市                     | |
| 678-11     | 赤穂郵便局     | 赤穂郵便局       | 赤穂市                     | 2007年まで有年郵便局の担当 2010年まで相生支店（相生郵便局併設）の担当                                               |
| 678-12     | 相生郵便局     | 上郡郵便局       | 赤穂郡上郡町               | |
| 679-01     | 加西郵便局     | 加西郵便局       | 加西市                     | 2007年まで富合郵便局の担当                                                                                          |
| 679-02     | 西脇郵便局     | 西脇郵便局       | 加東市                     | 2007年まで滝野郵便局の担当                                                                                          |
| 679-03     | 西脇郵便局     | 西脇郵便局       | 西脇市                     | 2016年まで黒田庄郵便局の担当                                                                                        |
| 679-11     | 加西郵便局     | 中町郵便局       | 多可郡多可町               | |
| 679-12     | 加西郵便局     | 松井庄郵便局     | 多可郡多可町               | |
| 679-13     | 加西郵便局     | 杉原谷郵便局     | 多可郡多可町               | |
| 679-21     | 香寺郵便局     | 香寺郵便局       | 姫路市                     | |
| 679-22     | 香寺郵便局     | 福崎郵便局       | 神崎郡福崎町               | |
| 679-23     | 香寺郵便局     | 市川郵便局       | 神崎郡市川町               | |
| 679-24     | 香寺郵便局     | 神崎郵便局       | 神崎郡神河町               | 1987年まで一部区域は越知谷郵便局（現：神崎越知郵便局）の担当                                                        |
| 679-31     | 香寺郵便局     | 大河内郵便局     | 神崎郡神河町               | 1989年まで一部区域は長谷郵便局（現：大河内長谷郵便局）の担当                                                        |
| 679-33     | 香寺郵便局     | 生野郵便局       | 朝来市                     | 1989年まで一部区域は長谷郵便局（現：大河内長谷郵便局）の担当                                                        |
| 679-34     | 香寺郵便局     | 新井郵便局       | 朝来市                     | |
| 679-40     | 龍野郵便局     | 龍野郵便局       | たつの市                   | 1998年に「679-41」より分割                                                                                          |
| 679-41     | 龍野郵便局     | 龍野郵便局       | たつの市                   | |
| 679-42     | 姫路郵便局     | 林田郵便局       | 姫路市                     | |
| 679-43     | 龍野郵便局     | 播磨新宮郵便局   | たつの市                   | |
| 679-51     | 播磨山崎郵便局 | 三日月郵便局     | 佐用郡佐用町、たつの市     | |
| 679-52     | 播磨山崎郵便局 | 佐用郵便局       | 佐用郡佐用町               | 2007年まで南光郵便局の担当                                                                                          |
| 679-53     | 播磨山崎郵便局 | 佐用郵便局       | 佐用郡佐用町               | 1986年まで一部区域は平福郵便局の担当                                                                                |
| 679-55     | 播磨山崎郵便局 | 佐用郵便局       | 佐用郡佐用町               | 2007年まで上月郵便局の担当                                                                                          |
| 679-56     | 播磨山崎郵便局 | 佐用郵便局       | 佐用郡佐用町               | 1996年まで久崎郵便局の担当 2007年まで上月郵便局の担当                                                               |